# James Kwesi Appiah
(James) Kwesi Appiah (auch (James) Akwasi Appiah; * 9. August 1959 in Sunyani) ist ein ghanaischer Fußballtrainer und ehemaliger Fußballspieler. Von April 2012 bis November 2014 und von April 2017 bis Januar 2020 ist er Trainer der ghanaischen Nationalmannschaft gewesen.

## Werdegang

### Karriere als Spieler
Appiah begann seine Spielerkarriere 1979 bei den Prestea Mine Stars, von wo aus er 1982 zu Asante Kotoko wechselte. Nach dem Gewinn des African Cup of Champions Clubs 1983 mit Kotoko erhielt der Verteidiger ein Angebot eines Vereins aus Turin, das er jedoch ablehnte. Zwischen 1982 und Appiahs Karriereende bei Asante Kotoko 1993 gewann der Verein acht nationale Meisterschaften (1982, 1983, 1986, 1987, 1989, 1991–1993), wurde 1984 Pokalsieger, gewann zwischen 1988 und 1993 sechsmal in Folge den SWAG-Pokal und stand außerdem zwei weitere Male (1982, 1993) im Finale des African Cup of Champions Clubs. Zwischen 1980 und 1982 spielte Appiah in der U-23-Nationalmannschaft, den „Black Meteors“, zeitweise war er Mannschaftskapitän. 1981 kam Appiah erstmals in der A-Nationalmannschaft zum Einsatz, mit der er die Afrikameisterschaft 1982 gewann, dort jedoch ohne Einsatz blieb. Nachweisbar sind ein Einsatz 1983, ein Spiel bei der Afrikameisterschaft 1984 sowie vier Einsätze im Jahr 1988. 1990 wurde Appiah in zwei WM-Qualifikationsspielen eingesetzt. 1992 beendete er seine Nationalmannschaftskarriere, nachdem er bei der Afrikameisterschaft vier Spiele bestritten und mit der Mannschaft das Finale erreicht hatte. Der Journalist Thomas Freeman Yeboah konnte bei einer Recherche im Jahr 2013 keine Tore Appiahs im Trikot der „Black Stars“ nachweisen.

### Karriere als Trainer
Nach dem Ende seiner Spielerkarriere begann Appiah 1993 als Assistenztrainer bei Asante Kotoko, wo er Malik Jabir, Abubakar Ouattara und Burkhard Ziese unterstützte. 1995/96 übernahm er zeitweise den Posten des Cheftrainers. Anschließend ging Appiah ins Vereinigte Königreich, wo er sich als Trainer ausbilden ließ. 1999 kehrte er aus Europa zurück und arbeitete bis 2001 als Assistent des ghanaischen Nationaltrainers Cecil Jones Attuquayefio. Nachdem die Nationalmannschaft an der Qualifikation zur Weltmeisterschaft 2002 gescheitert war, zog Appiah mit seiner Familie wieder nach London, organisierte in dieser Zeit Turniere für afrikanische Mannschaften im Vereinigten Königreich und bildete sich als Fußballtrainer weiter. Nach der Rückkehr in sein Heimatland im Jahr 2008 arbeitete Appiah bis 2010 unter Milovan Rajevac und bis 2012 unter Goran Stevanović als Co-Trainer der A-Nationalmannschaft. Bei den Afrikameisterschaften der Jahre 2010 und 2012 erreichten die „Black Stars“ den zweiten respektive vierten Platz, bei der Weltmeisterschaft 2010 zog die ghanaische Nationalmannschaft erstmals in das WM-Viertelfinale ein. In der Übergangszeit zwischen Rajevac und Stevanović betreute Appiah die Nationalmannschaft im Oktober und November 2010 bei den Spielen gegen den Sudan und Saudi-Arabien als Interimstrainer. Mitte 2011 übernahm Appiah die Leitung der U-23-Nationalmannschaft, die er zum Gewinn des Fußballturniers der Panafrikanischen Spiele 2011 führte. Am 8. April 2012 wurde Appiah von der Ghana Football Association als Nachfolger des Serben Goran Stevanović als hauptamtlicher Trainer der A-Nationalmannschaft Ghanas vorgestellt; er unterschrieb einen Zweijahresvertrag. Nach dem Erreichen des vierten Ranges bei der Afrikameisterschaft 2013 qualifizierten sich die „Black Stars“ am 17. November 2013 für die Weltmeisterschaft 2014. James Appiahs Vertrag als Nationaltrainer wurde drei Wochen vor der Weltmeisterschaft in Brasilien bis Juli 2016 verlängert.
Im Dezember 2014 wurde er Trainer des sudanischen Vereins Al Khartoum SC.
Im April 2017 wurde er erneut Trainer der Nationalmannschaft. In der Qualifikation für die Fußball-Weltmeisterschaft 2018 scheiterte seine Mannschaft an Ägypten und Uganda. Wie diese verloren die Ghanaer nur ein Spiel, konnten aber auch nur ein Spiel gewinnen. Beim Afrika-Cup 2019 führte er die Mannschaft ins Achtelfinale, wo sie nach Elfmeterschießen gegen Tunesien ausschied. In der Qualifikation zur Afrikanischen Nationenmeisterschaft 2020 scheiterte Ghana im Herbst 2019 an Burkina Faso. Im Januar 2020 wurde er entlassen.

### Privates
Appiah erhielt am 12. April 2014 für das Verdienst, als erster einheimischer Trainer die ghanaische Nationalmannschaft zu einer Weltmeisterschaft geführt zu haben, von der Dayspring Christian University in Brookhaven einen Ehrendoktortitel in Sportpsychologie zuerkannt. Appiah ist Namensgeber der Kwasi Appiah Foundation, verheiratet und hat drei Kinder.
Der eigentliche Vorname des Ghanaers ist James. Als Jugendspieler wurde er in seiner Heimatstadt Sunyani jedoch fälschlicherweise als Kwesi Appiah registriert und wird während seiner Spielerkarriere unter diesem Namen geführt.